# Eddie Läck
Eddie Läck (* 5. Januar 1988 in Norrtälje) ist ein ehemaliger schwedischer Eishockeytorwart und derzeitiger -trainer. Er bestritt zwischen 2013 und 2018 unter anderem 148 Partien für die Vancouver Canucks, Carolina Hurricanes, Calgary Flames und New Jersey Devils in der National Hockey League. Mit der schwedischen Nationalmannschaft gewann er die Goldmedaille bei der Weltmeisterschaft 2017.

## Karriere

### Anfänge in Schweden

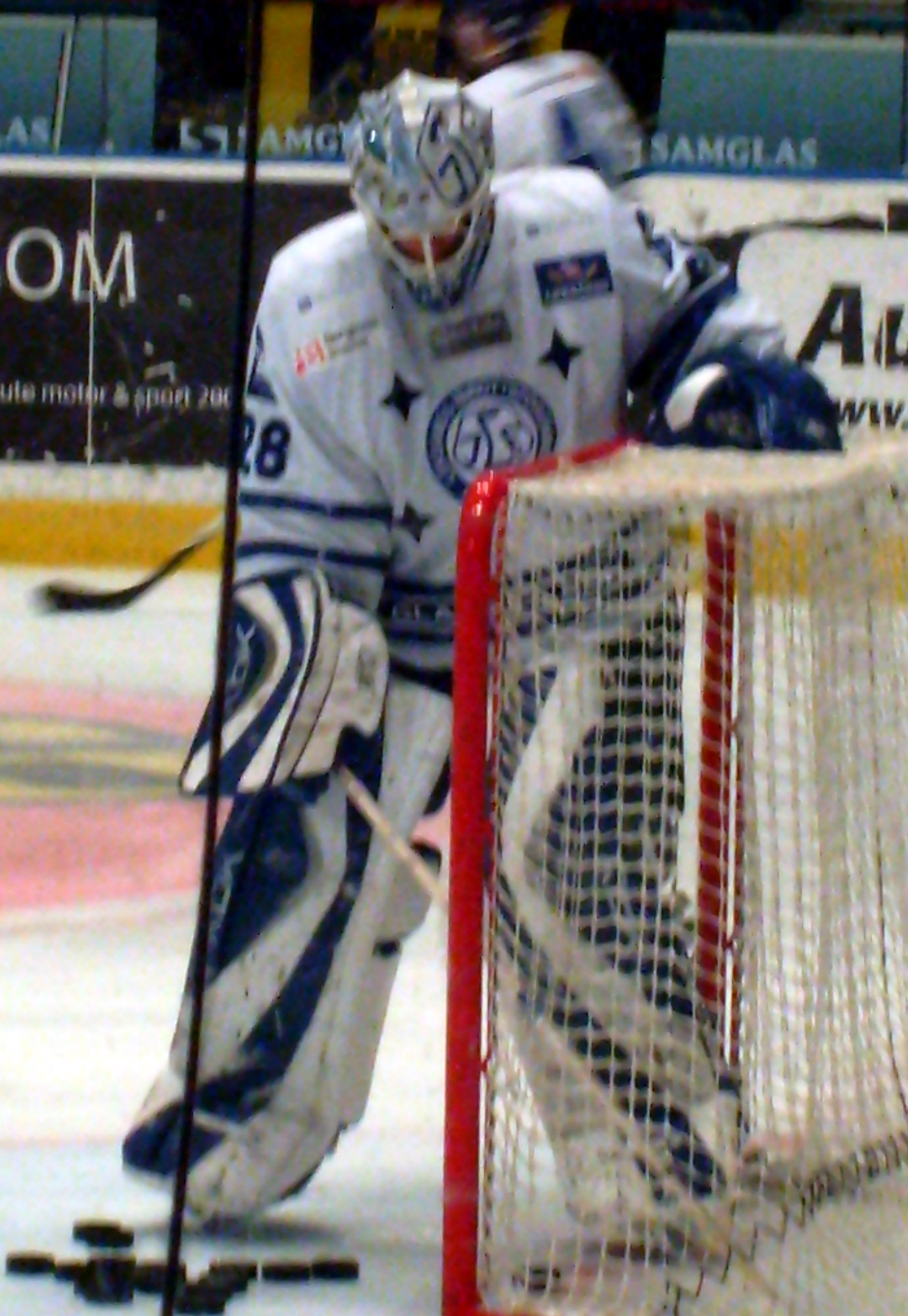
Läck im Trikot von Leksands IF

Läck begann seine Karriere in seiner Heimatstadt, wo er die Nachwuchsmannschaften des Norrtälje IK durchlief. In dieser Zeit nahm er zudem an zwei Turnieren des TV-pucken teil, jeweils im zweiten Team der Region Stockholm. 2004 wechselte er den Verein und spielte fortan für die U18-Juniorenmannschaft von Djurgårdens IF. 2005 erreichte er mit dem DIF die Vizemeisterschaft der J18-Allsvenskan. Zwei Jahre später schloss er sich den U20-Junioren des Leksands IF an, die in der höchsten Junioren-Spielklasse Schwedens, der J20 SuperElit, spielten.
Während der Saison 2006/07 gab er sein Debüt im professionellen Eishockey, als er für die Herrenmannschaft von Leksands IF in insgesamt 3 Partien der HockeyAllsvenskan, der zweithöchsten Spielklasse Schwedens, auflief. In der folgenden Saison kam er schon auf 26 Einsätze in der Allsvesenkan bei einem Gegentorschnitt von 1,96, kam parallel aber auch bei den U20-Junioren zum Einsatz. In der Saison 2009/09 etablierte sich Läck endgültig als Stammtorhüter des Profiteams und verdrängte dabei den ehemaligen NHL-Torhüter Ed Belfour von dieser Position. Dabei erreichte er einen Gegentorschnitt von 2,02 und eine Fangquote von 93,0 % in 32 Partien.
Vor dem NHL Entry Draft 2009 rangierte er in der Liste der NHL Central Scouting Bureau unter den europäischen Torhütern auf dem neunten Rang, wurde aber nicht ausgewählt. Daher verblieb er in Schweden und wechselte nach drei Jahren beim Leksands IF in die Elitserien, der höchsten Spielklasse, zum Brynäs IF, bei dem er einen Zweijahresvertrag erhielt. Am 17. Oktober 2009 gab er sein Elitserien-Debüt, als er Jacob Markström im Tor von Brynäs ersetzte. Insgesamt absolvierte Läck in der Saison 2009/10 14 Partien als Back-Up von Markström.

### In der American Hockey League (2010–2013)
Der Scout der Vancouver Canucks, Lars Lindgren, verfolgte die Entwicklung Läcks über mehrere Jahre und überzeugte das Management der Canucks, Läck im April 2010 unter Vertrag zu nehmen. Läck erhielt einen Vertrag über zwei Jahre Laufzeit und wurde in der Folge bei den Manitoba Moose in der American Hockey League eingesetzt.

### NHL
Mit Beginn der Saison 2013/14 etablierte sich Läck bei den Vancouver Canucks und absolvierte in den beiden folgenden Spielzeiten jeweils 41 Spiele. Im Rahmen des NHL Entry Draft 2015 wurde er an die Carolina Hurricanes abgegeben, die dafür ein Zweitrunden-Wahlrecht für diesen Draft sowie ein Siebtrunden-Wahlrecht für den NHL Entry Draft 2016 an die Canucks abgaben. In Carolina bildete er gemeinsam mit Cam Ward das Torhüter-Duo und ersetzte dabei Anton Chudobin, der kurz nach dem Läck-Transfer an die Anaheim Ducks abgegeben wurde. Läck verblieb daraufhin zwei Spielzeiten bis zum Juni 2017 in Carolina, ehe er gemeinsam mit Ryan Murphy und einem Siebtrunden-Wahlrecht im NHL Entry Draft 2019 zu den Calgary Flames transferiert wurde. Im Gegenzug erhielten die Hurricanes Keegan Kanzig und ein Sechstrunden-Wahlrecht im selben Draft. Zudem übernahm Carolina weiterhin die Hälfte von Läcks Gehalt.
In Calgary konnte sich der Schwede allerdings nicht dauerhaft im NHL-Aufgebot etablieren und verlor seinen Platz als Backup von Mike Smith an David Rittich. In der Folge gaben ihn die Flames im Dezember 2017 im Tausch für Dalton Prout an die New Jersey Devils ab. Bei den Devils kam er ebenfalls überwiegend in der AHL zum Einsatz, ehe er in der Spielzeit 2018/19 verletzungsbedingt nur sechs Pflichtspiele bestreiten konnte. Aufgrund chronischer Hüftbeschwerden musste er seine Karriere im Sommer 2019 schließlich frühzeitig beenden und wechselte mit sofortiger Wirkung als Torwarttrainer an die Arizona State University.

### International
Läck debütierte für die schwedische Nationalmannschaft bei der Weltmeisterschaft 2017 und gewann dort mit dem Team die Goldmedaille.

## Erfolge und Auszeichnungen
- 2011 AHL All-Rookie Team
- 2017 Goldmedaille bei der Weltmeisterschaft

## Karrierestatistik

### International
Vertrat Schweden bei:
- Weltmeisterschaft 2017

(Legende zur Torhüterstatistik: GP oder Sp = Spiele insgesamt; W oder S = Siege; L oder N = Niederlagen; T oder U oder OT = Unentschieden oder Overtime- bzw. Shootout-Niederlage; Min. = Minuten; SOG oder SaT = Schüsse aufs Tor; GA oder GT = Gegentore; SO = Shutouts; GAA oder GTS = Gegentorschnitt; Sv% oder SVS% = Fangquote; EN = Empty Net Goal; 1 Play-downs/Relegation; Kursiv: Statistik nicht vollständig)